# Teshio (Fluss)
Der Teshio (天塩川, Teshio-gawa) ist ein Fluss im Nordwesten Hokkaidōs mit einer Länge von 256 km und damit nach dem Ishikari-gawa der zweitlängste Fluss der Insel. Der Fluss entspringt am gleichnamigen Teshio-dake (天塩岳) im Kitami-Gebirge (北見山地) und fließt von dort Richtung Nordwesten, bis er bei der Kleinstadt Teshio ins Japanische Meer mündet. Zu den größeren Zuflüssen zählt der Nayoro-gawa (名寄川). Der Asteroid (21182) Teshiogawa ist nach dem Fluss benannt.